# Music for the Masses
Music for the Masses (с англ. — «Музыка для масс») — шестой студийный альбом британской группы Depeche Mode, выпущенный 28 сентября 1987 года. Пластинка привела группу к основному успеху в США в первый раз после пластинки Some Great Reward.

## Об альбоме
Альбом отличается менее экспериментальным звучанием, однако Алан Уайлдер при записи пластинки уделил больше внимания аранжировкам и семплам. Также в композициях альбома можно услышать множество полноценных гитарных партий. Звук и стиль на Music for the Masses значительно отличается от предыдущих работ Depeche Mode — песни имеют тревожное и меланхоличное звучание.
Music for the Masses привёл к всплеску популярности Depeche Mode в США. Композиции «Strangelove», «Never Let Me Down Again», «Behind the Wheel» и «Little 15» стали мировыми хитами.
В поддержку альбома группа отправилась в гастрольный тур For The Masses, который стал одним из самых больших и успешных туров Depeche Mode. Выступление в Пасадене (Калифорния) в 1988 году было отснято и выпущено в качестве видеоконцерта под названием 101.

## Предыстория
Дэниел Миллер, который продюсировал предыдущий альбом Depeche Mode, добровольно отказался от обязанностей производства для этого альбома, сославшись на растущее напряжение в студии, которое они испытали во время записи Black Celebration. С одобрения Миллера группа спродюсировала альбом совместно с Дэвидом Баскомбом, который ранее работал звукорежиссёром с Tears for Fears и Питером Гэбриэлом.
Участники группы Энди Флетчер и Мартин Гор объяснили, что название альбома было задумано как шутка. «Это название, — сказал Флетчер … немного с презрением, на самом деле. Все говорят нам, что мы должны делать больше коммерческой музыки, так что это причина, по которой мы выбрали это название. По словам Гора, название „было шуткой над необычностью [альбома]“. Это было что угодно, но только не музыка для масс!».

## Критический приём
| Оценки критиков               | Оценки критиков |
| Источник                      | Оценка          |
| ----------------------------- | --------------- |
| AllMusic                      | [ 9 ]           |
| The Austin Chronicle          | [ 10 ]          |
| Pitchfork                     | (8.0/10)        |
| Q                             | [ 12 ]          |
| Record Mirror                 | [ 13 ]          |
| Rolling Stone                 | [ 14 ]          |
| The Rolling Stone Album Guide | [ 15 ]          |
| Sounds                        | [ 16 ]          |
| Spin Alternative Record Guide | (7/10)          |
| The Village Voice             | (B+)            |
| Melody Maker                  | [ 19 ]          |
| NME                           | (благоприятный) |

Music for the Masses получил, в основном, положительные отзывы от музыкальных критиков.

## Список композиций
Релиз 1987 года
 Британский LP: Mute (каталожный номер: Stumm 47)
Слова и музыка всех песен — Мартин Гор, кроме указанных иначе. Дэвид Гаан — главный вокалист всех песен, кроме «The Things You Said», «I Want You Now» и «Route 66», которые спеты Мартином. «Pimpf», «Interlude #1 — Mission Impossible», «Agent Orange», «Stjarna» и «Sonata No.14 In C#M (Moonlight Sonata)» — инструментальные композиции.
| №                   | Название                  | Длительность |
| ------------------- | ------------------------- | ------------ |
| 1.                  | «Never Let Me Down Again» | 4:47         |
| 2.                  | «The Things You Said»     | 4:02         |
| 3.                  | «Strangelove»             | 4:56         |
| 4.                  | «Sacred»                  | 4:47         |
| 5.                  | «Little 15»               | 4:18         |
| Общая длительность: | Общая длительность:       | 22:50        |

| №                   | Название                                                                                                 | Длительность  |
| ------------------- | --- | ------------- |
| 6.                  | «Behind the Wheel»                                                                                       | 5:18          |
| 7.                  | «I Want You Now»                                                                                         | 3:44          |
| 8.                  | «To Have and to Hold»                                                                                    | 2:51          |
| 9.                  | «Nothing»                                                                                                | 4:18          |
| 10.                 | «Pimpf»                                                                                                  | 4:18          |
| 11.                 | «Interlude #1 — Mission Impossible» (скрытый инструментальный трек, аранжировка «Stangelove» без вокала) | 0:42          |
| Общая длительность: | Общая длительность:                                                                                      | 21:11 (44:01) |

| №                   | Название                                  | Длительность  |
| ------------------- | ----------------------------------------- | ------------- |
| 11.                 | «Agent Orange»                            | 5:05          |
| 12.                 | «Never Let Me Down Again» (Aggro Mix)     | 4:55          |
| 13.                 | «To Have and to Hold» (Spanish Taster)    | 2:34          |
| 14.                 | «Pleasure, Little Treasure» (Glitter Mix) | 5:36          |
| Общая длительность: | Общая длительность:                       | 18:10 (62:11) |

- На CD есть 20-секундная пауза между «Pimpf» и «Interlude #1», за которой следует 30-секундная пауза между «Interlude #1» и «Agent Orange».
- На некоторых копиях кассеты альбом представлен на стороне 1 с четырьмя бонус-треками, составляющими всю сторону 2.

| №                   | Название                  | Длительность |
| ------------------- | ------------------------- | ------------ |
| 1.                  | «Never Let Me Down Again» | 4:48         |
| 2.                  | «The Things You Said»     | 4:02         |
| 3.                  | «Strangelove»             | 4:56         |
| 4.                  | «Sacred»                  | 4:47         |
| 5.                  | «Little 15»               | 4:18         |
| 6.                  | «Behind the Wheel»        | 5:18         |
| 7.                  | «I Want You Now»          | 3:45         |
| 8.                  | «To Have and to Hold»     | 2:51         |
| 9.                  | «Nothing»                 | 4:12         |
| 10.                 | «Pimpf»                   | 5:01         |
| Общая длительность: | Общая длительность:       | 43:58        |

| №                   | Название                                  | Длительность |
| ------------------- | ----------------------------------------- | ------------ |
| 11.                 | «Agent Orange»                            | 5:31         |
| 12.                 | «Never Let Me Down Again» (Aggro Mix)     | 4:58         |
| 13.                 | «To Have and to Hold» (Spanish Taster)    | 2:36         |
| 14.                 | «Pleasure, Little Treasure» (Glitter Mix) | 5:38         |
| Общая длительность: | Общая длительность:                       | 18:43        |

| №                   | Название                                 | Автор(ы)            | Длительность |
| ------------------- | ---------------------------------------- | ------------------- | ------------ |
| 15.                 | «Agent Orange»                           |                     | 5:31         |
| 16.                 | «Pleasure, Little Treasure»              |                     | 2:53         |
| 17.                 | «Route 66»                               | Бобби Троуп         | 4:11         |
| 18.                 | «Stjarna»                                |                     | 4:25         |
| 19.                 | «Sonata No.14 in C#m (Moonlight Sonata)» | Людвиг ван Бетховен | 5:36         |
| Общая длительность: | Общая длительность:                      | Общая длительность: | 22:36        |

Фильм о процессе создания альбома
| №   | Название                                                    | Длительность   |
| --- | ----------------------------------------------------------- | -------------- |
| 20. | «Depeche Mode 87-88 (Sometimes You Do Need Some New Jokes)» | 37:02 (122:19) |

## Участники записи
- Дэйв Гаан — вокал, семплер, бэк-вокал (10)
- Мартин Гор — клавишные, гитара, семплер, бэк-вокал, музыка/слова, аккордеон (7), вокал (2, 6, 7), другой вокал (1)
- Алан Уайлдер — клавишные, пианино, семплер, программирование, драм-машина, бэк-вокал (6, 9)
- Эндрю Флетчер — клавишные, семплер, бэк-вокал (9), бас (3, 4)

## Позиции в чартах и сертификации
Чарты
| Чарт (1987—1988)                         | Высшая позиция |
| ---------------------------------------- | -------------- |
| Австралия (Kent Music Report)            | 60             |
| Австрия (Ö3 Austria)                     | 16             |
| Канада (RPM Top Albums/CDs)              | 26             |
| Нидерланды (Album Top 100)               | 52             |
| European Albums (Music & Media)          | 8              |
| Finnish Albums (Suomen virallinen lista) | 7              |
| French Albums (SNEP)                     | 7              |
| Германия (Offizielle Top 100)            | 2              |
| Spanish Albums (AFYVE)                   | 1              |
| Швеция (Sverigetopplistan)               | 4              |
| Швейцария (Schweizer Hitparade)          | 4              |
| Великобритания (UK Albums Chart)         | 10             |
| США (Billboard 200)                      | 35             |

| Чарт (2013)      | Высшая позиция |
| ---------------- | -------------- |
| Венгрия (MAHASZ) | 36             |

| Чарт (2017)   | Высшая позиция |
| ------------- | -------------- |
| Польша (ZPAV) | 44             |

| Чарт (1987)                        | Позиция |
| ---------------------------------- | ------- |
| European Albums (Music & Media)    | 79      |
| German Albums (Offizielle Top 100) | 73      |

| Чарт (1988)                     | Позиция |
| ------------------------------- | ------- |
| European Albums (Music & Media) | 76      |
| US Billboard 200                | 90      |

### Сертификации
| Регион | Сертификация | Продажи    |
| --- | ------------ | ---------- |
| Франция (SNEP) | Платиновый   | 300 000*   |
| Германия (BVMI) | Золотой      | 250 000^   |
| Швеция (GLF) | Золотой      | 50 000^    |
| Швейцария (IFPI Switzerland)                                                                                             | Золотой      | 25 000^    |
| Великобритания (BPI) | Серебряный   | 60 000^    |
| США (RIAA) | Платиновый   | 1 000 000^ |
| * Данные о продажах приведены только на основе сертификации. ^ Данные о тиражах приведены только на основе сертификации. |              |            |

## Признание
- Music for the Masses присутствует в книге 1001 Albums You Must Hear Before You Die (рус. Тысяча и один музыкальный альбом, который стоит прослушать, прежде чем вы умрёте). Также альбом занимает 75-е место в списке «лучших альбомов 1980-х» электронного журнала Slant Magazine[46].